# Christopher Beeston
Christopher Beeston (1579 — ca. 15 de outubro de 1638) foi um conhecido ator e poderoso empresário do teatro isabelino no princípio do século XVII. Associa-se seu nome a vários dramaturgos, em particular a Thomas Heywood.

## Juventude
Pouco se sabe sobre o início da vida de Beeston. Nos registros existentes, ele é conhecido alternadamente como Beeston e Hutchison. Ele não foi até agora decisivamente conectado com William Beeston mencionado por Thomas Nashe em Strange News; no entanto, essa conexão é possível. Beeston foi conjecturalmente associado com o "Kit" na trama sobrevivente de Richard Tarlton 's The Seven Deadly Sins. É provável que ele tenha começado no teatro como uma criança ator. Augustine Phillips legou a "seu servo" Beeston 30 xelins em seu testamento e testamento de 1605, indicando que Beeston tinha sido o aprendiz daquele ator com os homens do Lord Chamberlain. Beeston ator mirim em 1598 a produção da empresa de Ben Jonson 's cada um no seu humor. Portanto, parece que Beeston começou como um ator mirim e mais tarde se formou em papéis adultos.
Em 1602, Beeston se envolveu em um grave escândalo envolvendo uma acusação de estupro. A evidência está registrada nos Livros de Minutos da prisão de Bridewell. Uma mulher chamada Margaret White, viúva de um trabalhador têxtil, acusou-o de estuprá-la na noite de solstício de verão e deixá-la grávida. Beeston negou a acusação, em uma audiência tumultuada com a presença de seus colegas atores. A audiência recomendou que Beeston fosse processado, mas nenhum registro de julgamento sobreviveu; parece que o caso não foi adiante, talvez por falta de provas.

## Maturidade
Beeston deixou o Lord Chamberlain's Men e mudou-se para Worcester's Men em agosto de 1602, um mês após a acusação de estupro; talvez ele tenha sido forçado a sair. Ele permaneceu com Worcester's Men durante sua transformação em Queen Anne's Men, eventualmente se tornando o gerente da trupe. Nesta posição, ele trabalhou em estreita colaboração com Thomas Heywood, produzindo a maioria das peças desse prolífico escritor no Red Bull Theatre. Documentos judiciais sobreviventes sugerem que as práticas comerciais de Beeston não eram irrepreensíveis; ele foi processado duas vezes, em 1619 e 1623, em disputas comerciais. Os registros documentais revelam que Beeston tratou os fundos da empresa como se fossem seus, cobrando da empresa as propriedades que comprou com seu dinheiro. A companhia, já em uma situação difícil, seguiu tropeçando até a morte da Rainha Anne em 1619. Por um breve período, os remanescentes da companhia percorreram o interior, mas logo desapareceram.
Beeston, entretanto, havia estabelecido o Cockpit Theatre em Drury Lane. O interesse de Beeston por este teatro data de 1616, quando ele comprou um ringue de briga de galos , possivelmente empregando Inigo Jones para convertê-lo em um teatro. O novo estabelecimento, ainda chamado de Cockpit Theatre por causa de sua função anterior, foi inaugurado em 1616. Na terça-feira de 1617, uma multidão de aprendizes saqueou e incendiou o teatro; eles parecem ter ficado bravos porque suas peças favoritas foram transferidas para o teatro coberto, mais exclusivo (e caro). Quando Beeston reconstruiu o teatro, deu-lhe o nome de Fênix, mas ainda era frequentemente chamado de Cockpit.
Prosperar no teatro significava negociar em águas turvas. Beeston subornava regularmente Sir Henry Herbert, o Mestre da Folia, e certa vez comprou para a esposa do Mestre um par de luvas no valor de "pelo menos 20 xelins", de acordo com a nota de aprovação de Herbert. Beeston finalmente concedeu a Herbert uma participação nos lucros da Queen Anne's Men.

## Vida posterior
De 1619 até sua morte em 1638, Beeston dirigiu os dois teatros com uma sucessão de companhias, desde Prince Charles 'Men e Queen Henrietta's Men ao último grupo de atores infantis, comumente chamados de Beeston's Boys. Os empreendimentos de Beeston durante esses anos prosperaram. O Cockpit oferecia uma competição credível aos King's Men no Blackfriars Theatre para o conjunto mais rico de espectadores; Beeston empregou dramaturgos da moda, como John Ford e James Shirleypara atrair esse público. Após o desaparecimento temporário e o eclipse definitivo do Fortune Theatre em 1621, o Red Bull era a principal atração em Middlesex para cidadãos e aprendizes.
Beeston morreu em 1638, deixando seus interesses teatrais nas mãos de seu filho William Beeston.